# Elina Rönnlund
Elina Rönnlund, née le 14 octobre 1996 à Umeå, est une fondeuse suédoise.

## Carrière
Membre du club IFK Umeå (en), Rönnlund fait ses débuts en compétition officielle lors de la saison 2012-2013, prenant part notamment au Festival olympique de la jeunesse européenne à Rasnov. L'hiver suivant, elle remporte ses premières courses, dont le sprint des Championnats de Suède junior et court aux Championnats du monde junior (14e du sprint).
Elle prend son premier départ sur une épreuve de Coupe du monde en février 2015 à Östersund (56e du sprint).
Aux Championnats du monde junior 2016 à Rasnov, elle finit quatrième du sprint, puis remporte le titre sur le relais.
Lors de la saison 2017-2018, elle dispute de multiples courses dans la Coupe de Scandinavie et y signe deux top dix, dont une cinquième place au dix kilomètres classique de Vuokatti. Dans cette compétition, elle monte sur son premier podium en mars 2019 à Madona.
Elle inscrit ses premiers points pour le classement de la Coupe du monde en février 2019 au sprint de Cogne (28e).
Lors de la saison 2019-2020, elle s'illustre dès le Nordic Opening, prenant la 22e place finale. Incluse dans le relais suédois à Lillehammer, elle contribue à la troisième place de son équipe et monte ainsi sur son premier podium dans l'élite.

## Palmarès

### Coupe du monde
- Meilleur classement général : 49e en 2020.
- 1 podium en relais : 1 troisième place.

#### Classements détaillés
| Saison / Épreuve | Général | Général | Distance | Distance | Sprint | Sprint | Tour de ski depuis 2007 | Finales depuis 2008 | Nordic Opening depuis 2011 |
| ---------------- | ------- | ------- | -------- | -------- | ------ | ------ | ----------------------- | ------------------- | -------------------------- |
| Saison / Épreuve | Place   | Points  | Place    | Points   | Place  | Points | Tour de ski depuis 2007 | Finales depuis 2008 | Nordic Opening depuis 2011 |
| 2019             | 111e    | 6       | 86e      | 3        | 80e    | 3      | —                       | -                   | -                          |
| 2020             | 49e     | 116     | 40e      | 47       | 62e    | 15     | 22e                     | -                   | 22e                        |

### Championnats du monde junior etmoins de 23 ans
| Épreuve / Édition           | Sprint                           | Sprint                           | 5 km                             | 5 km                             | Skiathlon | Relais               |
| Épreuve / Édition           | libre                            | classique                        | libre                            | classique                        | Skiathlon | Relais               |
| Mondiaux 2014 Val di Fiemme | 14e                              | Épreuve inexistante à cette date | Épreuve inexistante à cette date | -                                | —         | -                    |
| Mondiaux 2015 Almaty        | 11e                              | Épreuve inexistante à cette date | Épreuve inexistante à cette date | 22e                              | 18e       | -                    |
| Mondiaux 2016 Rasnov        | Épreuve inexistante à cette date | 4e                               | 23e                              | Épreuve inexistante à cette date | —         | Médaille d'or, monde |

| Épreuve / Édition   | Sprint                           | Sprint    | 10 km | 10 km                            | 15 km |
| Épreuve / Édition   | libre                            | classique | libre | classique                        | 15 km |
| Mondiaux 2019 Lahti | Épreuve inexistante à cette date | 12e       | 16e   | Épreuve inexistante à cette date | 18e   |

Légende :
- : première place, médaille d'or
- : pas d'épreuve
- — : Non disputée par Rönnlund

### Coupe de Scandinavie
- 6e du classement général en 2019.
- 1 podium.